# テレコムスクエア
株式会社テレコムスクエア（英: Telecom Square, Inc.）は、東京都千代田区三番町に本社のある、海外用携帯電話販売及びレンタルサービスを提供する会社である。一般第二種電気通信事業者（届出番号A-04-519）。

## 概要
モベルコミュニケーションズリミテッド日本支店が運営していたノキアストア箱崎T-CAT（2004年末閉店）を引き継いで、2005年2月14日よりノキアストア東京駅八重洲地下街の運営を行っており、海外向け端末の販売は、実質ノキアストアに一元化していたが、2008年末を以て閉鎖されたため、現在は一部機能を成田国際空港の両ターミナルビルに1箇所ずつ設置している「モバイルセンター」が継承している（ただし、ノキア商品のアフターサービスは一切手がけない）。
ウィルコムでの中国（北京・上海）PIMカードレンタル開始に伴い、2008年7月より成田国際空港内にある当社モバイルセンター2箇所で、事前予約したPIMカードないしはPIMカードとセットされたWX130Sとのセットの貸出、および返却の取り扱いを開始した（ウィルコムプラザとともに、2010年5月で終了し、以降は宅配便のやり取りのみとなった）。
また、2010年6月より、イー・モバイルの拠点のひとつである「イー・モバイル スポット」を、成田国際空港内のモバイルセンター2箇所に併設していた（後に、東京国際空港国際線ターミナルに新設したモバイルセンター店舗にも、「イー・モバイル スポット」を併設）が、Y!mobileブランド発足を前に閉店されている。
同年、モバイルWi-Fiルーター定額制レンタルプラン『Wi-Ho!®(ワイホー)』のサービスの提供を開始した。

## 沿革
- 1974年3月28日 - 商社・バーターリンク株式会社として設立
- 2003年 - 株式会社テレコムスクエアに改称
- 2004年 - 国外ポストペイドSIMカードの取扱開始
- 2005年2月14日 - ノキアストア東京駅八重洲地下街を開業
- 2008年7月15日 - モバイルセンター成田空港で、ウィルコム端末（WX130S）のレンタルを開始
- 2008年12月31日 - ノキアストア東京駅八重洲地下街を閉店
- 2009年11月24日 - 本社オフィスを、千代田区九段北の飛栄九段北ビル8Fより同区五番町のホーマットホライゾンビル1Fへ移転。
- 2010年 - モバイルWi-Fiルーター定額制レンタルプラン『Wi-Ho!®(ワイホー)』のサービスの提供を開始
- 2022年2月 - 本社オフィスを、千代田区五番町のホーマットホライゾンビル1Fより同区三番町の三番町東急ビル7階へ移転。

## 販売部門
CDMA方式の場合は回線の契約と新古端末のリースのセット、GSM・W-CDMA方式はSIMカードのみを販売している。端末は八重洲のノキアストアが担当していたが、閉鎖に伴い、現在は、成田空港のモバイルセンター窓口で限定的に扱う形となっている。
契約期間は、初回3か月の縛りがある。かつては1年縛り、6か月縛り、3か月縛りという制約があったが徐々に緩和され、現在は契約直後のみ3か月縛りで、以降は1か月単位の契約となる（即ち、解約月の日割り計算がされない点を除けば、年間契約等を付けない場合の日本の一般的な契約手法と同等になる）。

### SIMカード
- 英国 - Orange
- 中国 - 中国聯通
- 豪州 - Vodafone Pacific(かつては、Singtel Optus)
- 合衆国 - T-Mobile
- フランス - Bouygues Telecom
- 香港 - 中国移動
- インドネシア - PT Telekomunikasi Selular (TELKOMSEL)
- インド - Hutchison Essar Mobile Services
- オランダ - TELFORT B.V.
- ドイツ - T-Mobile（ドイツテレコム日本法人が扱っている内容とは多少異なる）
- シンガポール - SingTel
- ベルギー - BASE NV/SA
- イタリア - テレコム・イタリア・モービレ
- ベトナム - VITAFONE
- フィリピン - SMART（Smart Communications）

### CDMA方式
- 合衆国
  - ベライゾン・ワイヤレス
  - スプリント・ネクステル（受付停止中）
- 大韓民国 - LGテレコム

#### 注意
CDMA方式回線の基本料金は、回線分と端末リースの合計額となる。
合衆国向けには、SIMカードの提供のオペレータを含め3社の回線を提供しているが、上記の条件を加味すると、毎月の費用は、
- T-Mobile…800円（SIMカード基本料）
- ベライゾン・ワイヤレス…1800円（回線）+5600円（端末リース）
- スプリント・ネクステル…800円（回線）+5600円（端末リース）

となる。ただし、オプションは加味しない。また、通話料や国外ローミングなどにも各オペレータによって差異がある。
大韓民国向けも、回線基本料（2500円/月）に端末リース代5600円が毎月加算される。

## 窓口
本社・支店（大阪・成田空港・名古屋・福岡）でも顧客業務を行うが、原則下記店舗・空港窓口となる。